# المنذر بن محمد الأنصاري
المُنَذر بن مُحَمد بن عقبة بن أحيحة الأوسي الأنصاري صحابي جليل من قبيلة الأوس من الأنصار شهد مع النبي محمد ﷺ غزوة بدر وغزوة أحد وقُتِل شهيداً يوم بئر معونة وآخى الرسول صلى الله عليه وسلم بينه وبين الطفيل بن الحارث بن المطلب.

## نسبه
المنذر بن محمد ابن عقبة بن أحيحة بن الجلاح بن الحريش بن جحجبا بن كُلفة بن عوف بن عمرو بن عوف بن مالك بن الأوس.
وأمه امرأة من آل أبي قردة من هذيل